# 里梅兹
里梅兹（法語：Rimeize，法語發音：[ʁimɛz]）是法国洛泽尔省的一个市镇，属于芒德区。

## 地理
里梅兹（44°45'54"N, 3°19'26"E）面积32.3 平方千米，位于法国奧克西塔尼大區洛泽尔省，该省份为法国南部内陆省份，北起上盧瓦爾省和康塔爾省，西接阿韦龙省，南至加尔省，东临阿尔代什省。
与里梅兹接壤的市镇（或旧市镇、城区）包括：圣谢利达普谢、普吕尼耶尔、利马尼奥勒河畔圣阿尔邦、丰唐斯、莱贝松、欧布拉克地区佩尔。

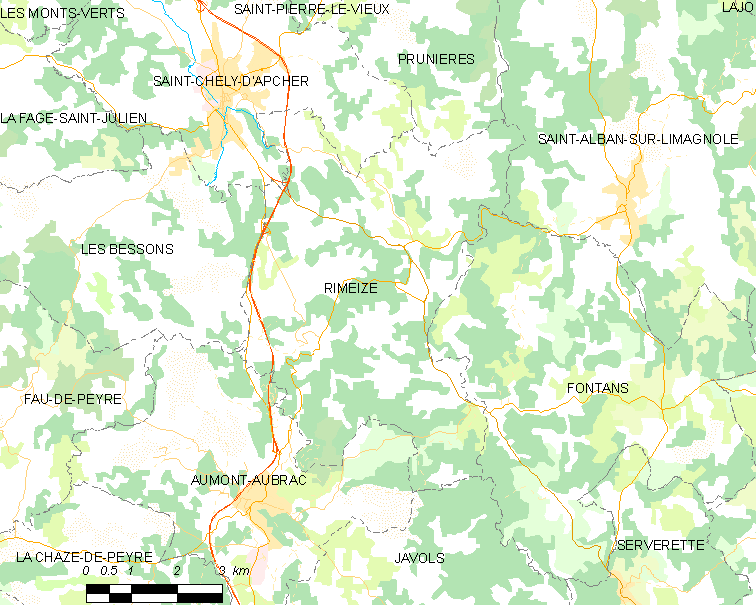
里梅兹的OSM定位图

里梅兹的时区为UTC+01:00、UTC+02:00（夏令时）。

## 行政
里梅兹的邮政编码为48200，INSEE市镇编码为48128。

## 政治
里梅兹所属的省级选区为圣谢利达普谢县。

## 人口

1962-2008年间里梅兹人口变化图示

里梅兹于2022年1月1日时的人口数量为614人。